# 요르단계곡

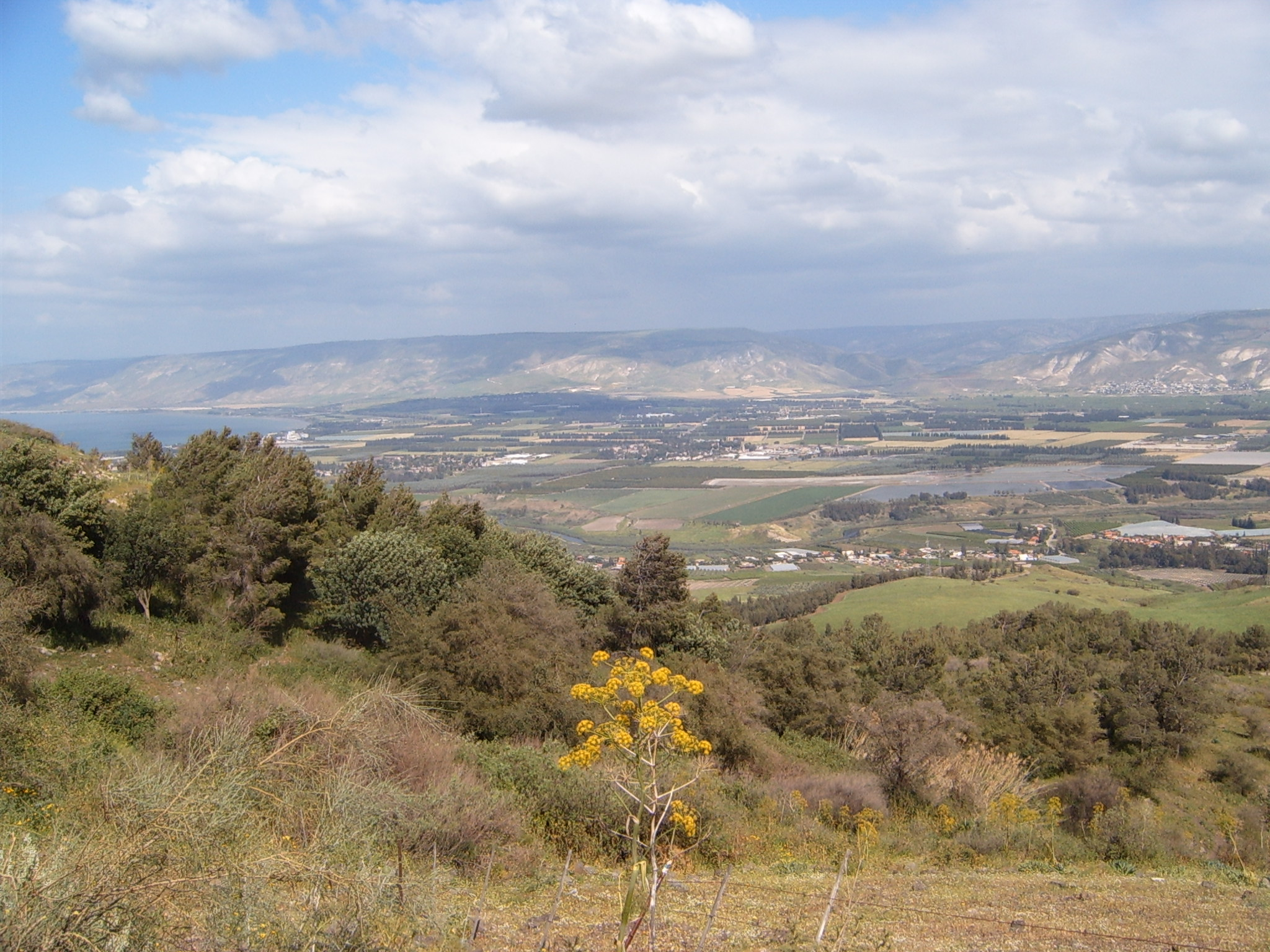
요르단계곡.

요르단계곡(영어: Jordan Valley, 히브리어: עֵמֶק הַיַרְדֵּן, 아랍어: غور الأردن)은 요르단열곡에 있는 계곡으로, 일반적으로 갈릴래아호 남쪽부터 사해 북쪽까지의, 요르단강 남부만을 가리키며, 넓게는 사해 유역과, 남쪽 155 km 지점 아카바/에일라트까지 이어지는 아라바계곡까지로 보기도 한다.
요르단계곡은 대체로 길고 좁은 골로, 일직선으로 잰 길이는 105 km이며, 평균 너비는 10 km이고 가장 좁은 곳은 4 km까지 좁아지며, 사해 평원에 도달하면 20 km까지 넓어진다. 계곡을 흐르는 요르단강의 길이는 곡류로 인해 220 km이다. 요르단계곡의 해발고도는 -212 m에서 시작해 -400 m에서 끝나, 세계에서 가장 고도가 낮은 계곡이며, 계곡 양쪽은 바닥보다 1,200 ~ 1,700 m 높은 급경사면으로 둘러싸여 있다.
계곡 대부분 구간은 그대로 요르단과 이스라엘(서안 지구) 사이 국경이며, 1994년 체결된 이스라엘–요르단 평화 조약에서는 이 국경을 '행정 경계'로 정의하고 있다. 이스라엘 정부는 서안 지구에 속하는 요르단계곡 중 86%를 이스라엘 정착촌에 할당하였으며, 2019년 9월 베냐민 네타냐후의 제안 등 이스라엘의 요르단계곡 합병은 여러 번 제안된 바 있다.

## 지형
일반적으로 갈릴래아호 북부에서 흐르는 요르단강 지역, 즉 훌라계곡과 코라짐고원은 요르단계곡으로 보지 않지만, 간혹 요르단계곡 상부로 칭하기도 한다.
요르단계곡 남부는 아랍어로 고르(غور, 영어: Ghor)라고 하며, 갈릴래아호 남쪽부터 사해까지의 구간을 가리킨다. 고르 지역은 주변보다 평균 기온이 몇 도 가량 높고, 연중 내내 농사에 적합한 기후가 유지되며, 토양이 비옥하고, 농업용수 공급이 쉬워, 주요 농업 지역으로 자리잡았다.
사해 남부는 요르단 열곡이 이어지는데, 기온이 높고 건조하며, 아랍어로는 와디 아라바(وادي عربة), 성경에서는 아라바 사막 또는 '광야'라고 부른다.
요르단강의 발원지는 여러 곳이 있는데, 주요 발원지는 시리아와 레바논 사이에 있는 안티레바논산맥이다. 여기에서 흐르기 시작한 요르단강은 해발 -212m에 위치하는 갈릴래아호로 유입되며, 갈릴래아호에서 나간 물은 사해까지 흐른다.

## 인구 분포

### 요르단인
1967년 제3차 중동 전쟁 이전에 요르단계곡의 요르단 측에는 약 6만 명이 살았으며, 농업이나 유목업에 종사하였다. 1967년 전쟁과, 요르단과 팔레스타인 해방기구 사이의 전쟁인 검은 9월을 거치며 거주하는 요르단인은 5천 명 가량으로 감소하였으며, 이후 요르단 정부의 투자로 1979년 8만 5천 명까지 다시 증가하였다. 요르단계곡에 있는 요르단인 농장 중 80% 이상은 가족 단위로, 면적이 3헥타르를 넘지 않는다.

### 팔레스타인인
과거의 팔레스타인인 인구 수치는 불명확하다. 팔레스타인 해방기구는 1967년 이전에 요르단계곡 서쪽에 살았던 팔레스타인인의 수가 약 25만 명이었다고 추정하였으며, 2009년 기준 인구 수는 약 5만 8천 명으로 감소하였고, 이조차 예리코 주변에 대다수가 밀집되어 있다. 이스라엘 통치 하의 구획 C에서 거주하는 팔레스타인인은 약 1만 명이며, 이 중 2,700명 가량이 작은 베두인 공동체에서 생활한다.

### 이스라엘인
1967년 국경 안쪽에서는, 약 1만 7천 명이 베트셰안에, 1만 2천 명이 계곡 북쪽 에메크 하마야노트 지방 의회에 소속된 공동체 24개에 나눠서, 1만 2천 명이 계곡 남쪽 에메크 하야르덴 지방 의회에 소속된 공동체 24개에 나눠서 거주하고 있다.
서안 지구 내에서는 약 1,200명이 마알레 에프라임에, 4,200명이 비카트 하야르덴 지방 의회에 소속된 공동체 24개에 나눠서 거주하고 있다.

## 생물의 이주

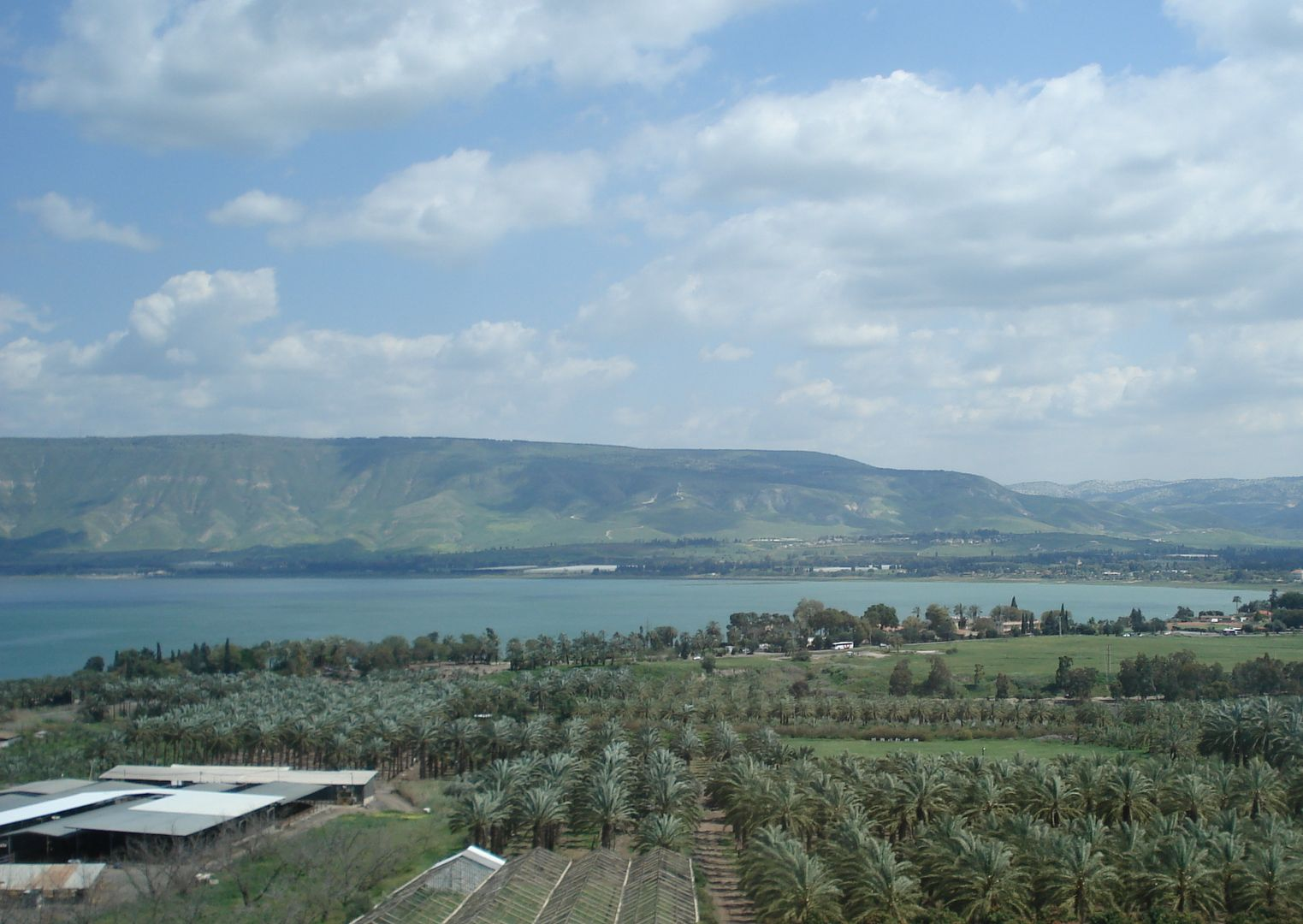
갈릴래아호의 전경. 남쪽 끝(사진 오른쪽)에서 요르단강이 호수를 나가 요르단계곡으로 들어간다.

요르단계곡은 지중해와 메소포타미아를 잇는 레반트 회랑 지대의 일부로, 동물의 이주에 주로 이용된다.

### 조류
현재 요르단계곡은 세계적인 조류의 이동에 있어 중요한 역할을 차지하고 있다. 요르단계곡은 철새의 동방 이동 경로를 이루며, 이를 통해 조류 200종의 개체 5억 마리가 봄에는 아프리카에서 아시아나 유럽으로, 가을에는 다시 레반트나 아프리카로, 한 해에 두 번씩 이스라엘 상공을 지나간다.
요르단계곡 북부는 버드라이프 인터내셔널이 지정한 중요조류지역 2개로 나뉘어 있는데, 둘 사이의 경계는 요르단강을 따라가는 국경선으로서의 의미만 있으며, 요르단 측 지역의 면적은 6,000 ha, 이스라엘 측 지역의 면적은 7,000 ha이다. 중요조류지역 지정 시 등록된 조류는 블랙파트리지, 마블드덕, 먹황새, 홍부리황새, 해오라기, 황로, 쇠백로, 제비물떼새, 검은날개제비물떼새, 이집트독수리, 유럽벌매, 레반트새매, 사해참새 등이 있다.

### 인류
유전학 연구에 따르면, 요르단계곡은 구석기 시대와 중석기 시대에 원시 인류가 아프리카 바깥으로 나온 경로로서 이용되었다.

## 역사

### 오스만 제국의 통치

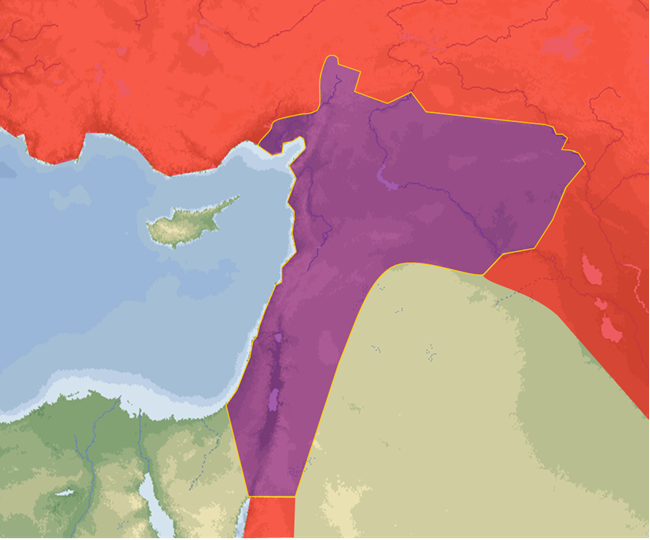
오스만령 시리아의 대략적인 경계.

1486년 맘루크 술탄국과 오스만 제국 간의 전쟁에서, 칸유니스 전투에서 오스만 제국이 승리하며 요르단계곡은 1918년까지 오스만 지배 하에 놓이게 된다. 오스만 제국 내에서의 행정 구역은 시대에 따라 큰 변화를 겪었으며, 요르단강도 경계로 쓰이기도, 쓰이지 않기도 하였다. 요르단계곡은 대략적으로 오스만령 시리아라고 부르는 지역에 속했으며, 예루살렘 무타사리프령은 요르단강의 양 안을 전부 포함하였다.
1870년대 팔레스타인 탐험 재단이 진행한 조사에 따르면, 19세기 말 요르단계곡에 살던 인구 거의 전부는 여러 부족으로 나뉜 아랍인이었으며, 유혹의 산 근처에 아르메니아 사도교도가 일부, 또 마르 사바 근처에 그리스 정교도 일부가 거주하였다.

### 제1차 세계 대전
1916년 영국과 프랑스는 오스만령 레반트의 분할에 대한 사이크스–피코 협정을 맺었는데, 이에 따르면 요르단계곡은 전부 영국의 지배 하에 들어갔다.
1918년 2월, 시나이-팔레스타인 전역에서 영국 이집트 파견군이 예리코를 점령하였으며, 영국의 요르단계곡 점령 기간 중 모압 언덕에서 오스만군과 대치하게끔 사막 군단이 배치되었다. 영국은 전략적 요충지인 요르단계곡을 점령함으로서, 암만과 다마스쿠스를 점령하여, 레반트 내 오스만군을 붕괴시켰다.

### 팔레스타인 및 트란스요르단의 성립

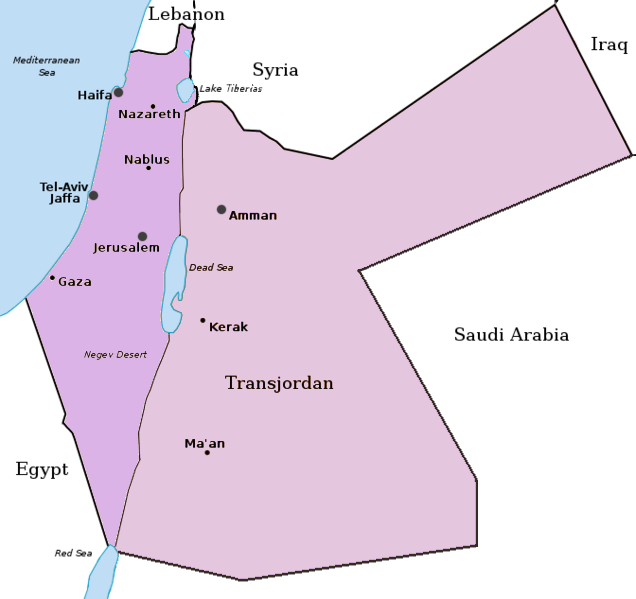
요르단계곡을 팔레스타인 위임통치령과 트란스요르단 토후국이 분할한 모습.

제1차 세계 대전 기간 중 후세인-맥마흔 서한과 밸푸어 선언 등 서로 상충되는 협약이 맺어진 것과, 오스만 제국의 붕괴로 인해 생긴 권력 공백으로 인해, 강대국들과 아랍 반란을 주도한 아랍 세력 간의 무력 충돌이 계속되었다. 마야살룬 전투 이후 요르단계곡 동편의 트란스요르단은 무인지대가 되었으며, 계곡 서편을 점령하고 있던 영국은 동쪽과 서쪽을 명확하게 연관하여 표현하지 않았다. 1921년 카이로 회담과, 압둘라 1세와의 회담을 통해, 요르단강 동편은 트란스요르단 토후국으로서 압둘라 1세가 통치하고, 서편은 팔레스타인 위임통치령으로서 영국이 통치하며, 요르단강이 둘 사이의 국경이 되었다.
이 시점 이후부터 요르단강의 동편과 서편은 서로 다른 지역이라는 인식이 생겨났다. 대표적으로, 1929년 제에브 자보틴스키가 지은 시 '요르단강의 동안'(히브리어: שמאל הירדן)에서는 요르단강이 대이스라엘의 중심지가 되야 한다며, "요르단강의 양편 / 이는 우리 것이며, 저것도 우리 것이다"라는 후렴을 반복한다.

### 나하라임 발전소

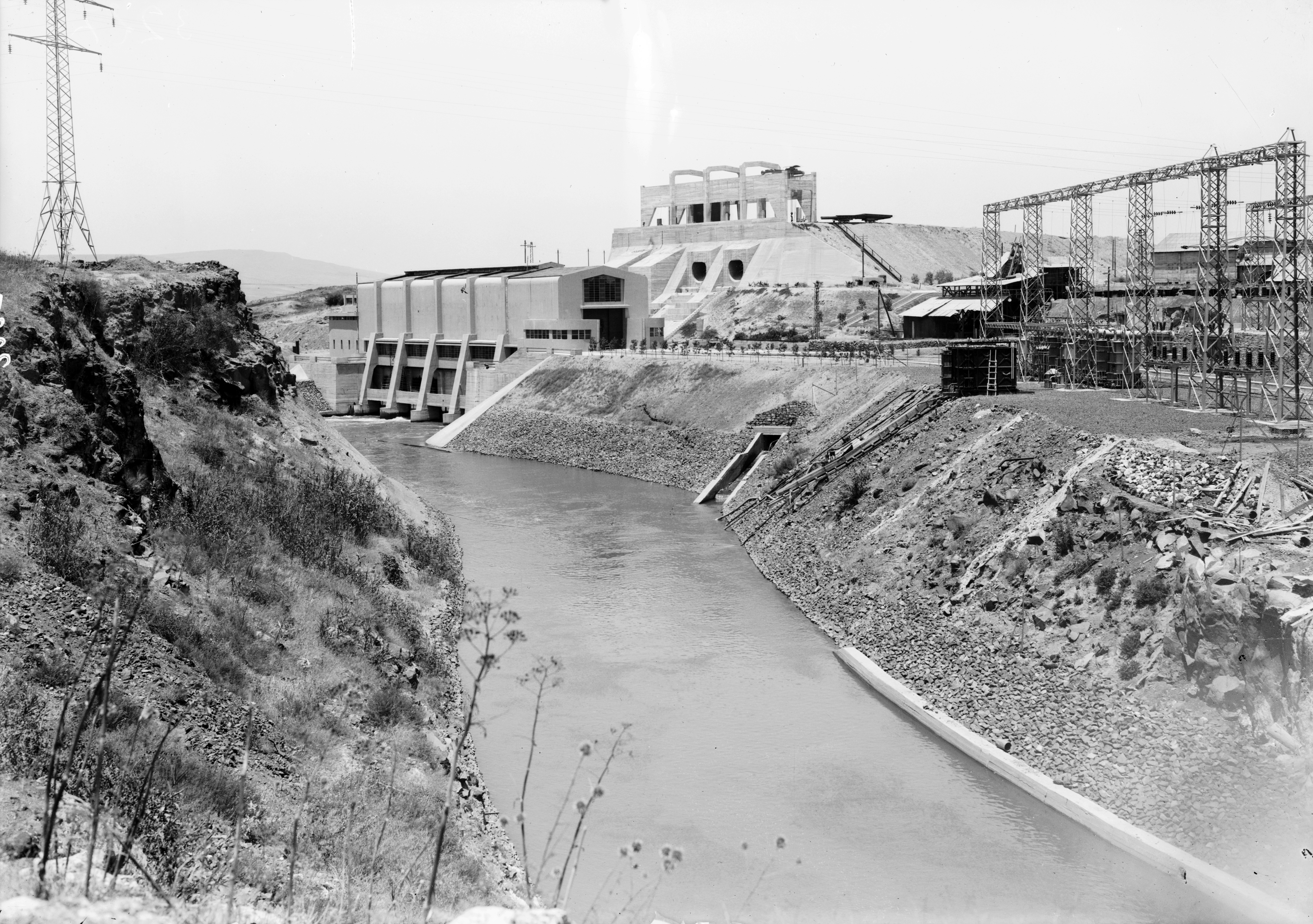
1933년 경의 나하라임 발전소.

1926년 표트르 루텐베르크는 요르단강을 따라 수력 발전소를 짓는다는 70년짜리 계약을 체결하였으며, 건설된 제1 요르단 수력 발전소는 요르단강과 야르무크강이 합류하는 나하라임(평화의 섬)에 위치했다. 나하라임 발전소는 팔레스타인 위임통치령과 트란스요르단 토후국에 전기를 공급하였으며, 1948년 전쟁 전까지 가동되었다.

### 1948년 아랍-이스라엘 전쟁

1947년 유엔 팔레스타인 분할안에서 규정한 경계:
유대인 국가에 배정된 지역
아랍인 국가에 배정된 지역
예루살렘이 유대인 및 아랍인 모두에게 속하지 않게끔 하기 위한 분할체
1949년 휴전 분계선 (그린 라인):
1949년부터의 이스라엘의 통제 지역
1949년부터 1967년까지의 이집트 및 요르단의 통제 지역

1947년 유엔 팔레스타인 분할안에 따르면, 요르단계곡 서부의 북쪽은 유대인 국가로, 남쪽은 아랍인 국가로 배정되었다. 하지만 분할안 등장 직후 팔레스타인 위임통치령 내전으로서 유대인과 아랍인 간 무력 분쟁이 발발하였다. 요르단계곡에 있던 유대인 정착촌은 아랍인 공동체에 비해 수 자체가 적고, 분산되어 있었으며, 나사렛에서 오는 적은 지원 물자에 의존하고 있었다. 1948년 3월 하가나가 요르단계곡 북쪽 끝에 위치한 사마크를 점령하였으며, 티베리아스에 거주하던 아랍인 6,000명 가량은 이어진 충돌로 인해 4월 18일 영국의 군사 보호를 받기 위해 탈출하였다. 1948년 4월 벌어진 미시마르 하에멕 전투에서, 유대 군단은 요르단계곡 요충지에 위치한 유대인 정착촌 방어에 성공하였으며, 포위하던 아랍 군단은 반격을 받고 생포되었다. 요르단계곡으로 들어가는 보급선은 갈릴래아에 거주하는 드루즈와 협정을 맺으며 확대되었고, 이프타흐 작전을 통해 제파트를 지나는 보급선도 새로 열렸다.
1948년 아랍-이스라엘 전쟁 발발 직전인 4월 27일~29일, 아랍 군단은 나하라임, 텔오르, 게셰르를 폭격했으며, 요르단 신분증이 없는 발전소 직원들은 팔레스타인 위임통치령으로 대피하였다. 5월 15일에는 아랍 국가의 본격적인 공격이 시작되었으며, 이 중 이라크 군단은 게셰르를 점령하기 위해 나하라임을 침공했으나 실패하였다. 이스라엘은 이라크 기갑대가 요르단계곡 내의 유대인 정착촌을 파괴하지 못하게 하기 위해 데가니아댐을 개방하여 요르단강의 수심을 깊게 만들었다. 5월 20일 트란스요르단 군주 압둘라 1세와의 합의에 실패한 후, 아랍 공동체 사이에 갇혀 있는 사해 북부의 베이트하아라바 및 칼야 정착촌은 버려졌으며, 해당 정착촌의 주민들은 배를 타고 사해를 건너 소돔산에 있는 이스라엘 초소까지 대피하였다.
이와 동시에, 5월 14일 시리아군은 시리아와 위임통치령 사이의 국경을 공격하기 시작했다. 시리아군은 갈릴래아호 동부와 남부를 점령했으며, 주변 정착촌과 요새 점령을 시도했다. 초기에는 저항에 막혔으나, 5월 18일 기갑 차량과 전투기를 동원해 사마크 마을을 점령하고, 버려진 샤르하골란 정착촌에 입성하였다. 5월 21일 시리아군은 요르단계곡 북부의 데가니아 알레프 키부츠에서 화염병, 수류탄, PIAT로 무장한 민병대를 만나 진격을 멈췄으며, 다음 날에는 산포 4대의 공격을 받고 산지에서 후퇴하였다. 며칠 후 데가니아 알레프에서 시리아군이 대규모 패배를 겪자, 베이트셰안에 거주하던 아랍인 다수는 요르단강을 건너 탈출하였다.
7월 8일 제1차 휴전의 종료와, 7월 18일 제2차 휴전의 개시 사이의 기간 동안, 이스라엘군은 데켈 작전을 통해 하이파만부터 갈릴래아호까지 이어지는 갈릴래아 남부를 전부 점령했으며, 이를 통해 요르단계곡 북부에 있는 유대인 정착촌에 보급품이 전달되었다.
전쟁 기간 동안 지원을 요르단 아랍 군단도 요르단강을 건너, 현재의 서안 지구에 해당하는 지역에서 작전을 진행했다.
1948년 7월 18일 제2차 휴전이 개시된 후, 1949년 4월 3일 요르단과의 휴전 조약이 체결될 때까지, 요르단계곡에서의 대규모 군사 작전은 없었으며, 전선은 변동 없이 고착되어 있었다. 휴전 체결 시를 기준으로, 이스라엘이 통제하는 요르단계곡 주변 영토는 유대인 국가가 분할 계획에서 할양받은 영토와 거의 비슷했다. 요르단 측에 있던 이스라엘 정착촌은 버려졌으며, 1948년 팔레스타인인 탈출로 인해 아랍 인구 대다수가 아랍 정착촌을 탈출했다.
종전 후 서안 지구에는 팔레스타인 국가가 성립되지 않았으며, 요르단의 서안 지구 합병을 통해, 요르단이 요르단계곡 양 편을 모두 통치하였다.

### 수자원 전쟁

이스라엘 국가 수로.

1953년부터 1955년까지, 테네시강 유역 개발 공사를 기반으로, 에릭 존스턴 미국 대사의 주도로, 유엔 팔레스타인 난민 구호 사업 기구의 초안을 바탕으로, 요르단계곡 수자원을 합동으로 개발하자는 내용의 요르단계곡 통합 물 계획이 제안되었으며, 하안지대 국가인 이스라엘, 요르단, 레바논, 시리아가 승인하였다. 아랍 연맹은 계획을 거부하였으나, 이스라엘과 요르단은 계획에 따른 개발을 진행했다. 미국은 통합 계획을 준수할 것이라는 확약을 받아낸 후, 이스라엘의국가 수로와, 요르단의 고르 동부 운하의 건설비를 지원하였다.
1964년 이스라엘 국가 수로가 완공되었으며, 이와 동시에 데가니아댐의 방류량을 줄여, 갈릴래아호에서 요르단계곡으로 유입되는 물의 양이 대폭 감소하였다. 요르단 측에서도 1961년부터 1966년에 걸쳐 압둘라 왕 운하를 건설하였으며, 마찬가지로 요르단강의 흐름 상당수를 분산한다.
담수의 활용을 통한 이점이 증가하였지만, 이러한 프로젝트의 건설 및 운영으로 인해, 요르단계곡을 흐르는 물의 양이 크게 감소하였다. 요르단강을 통해 사해로 흘러들어가는 물의 양은 연간 130억 세제곱미터에서, 2010년 기준 2000만 세제곱미터로 줄어들었다.
이스라엘 국가 수로 건설을 거부했던 아랍 연맹은 1964년 자체적으로 요르단강의 발원지 3개 중 2개의 흐름을 돌리는 상류수 우회 계획을 채택하였으며, 1967년 4월 이스라엘은 상류수 우회 계획 시설에 공습을 가했다. 이는 제3차 중동 전쟁의 발발 원인 중 하나이기도 하다.

### 6일 전쟁

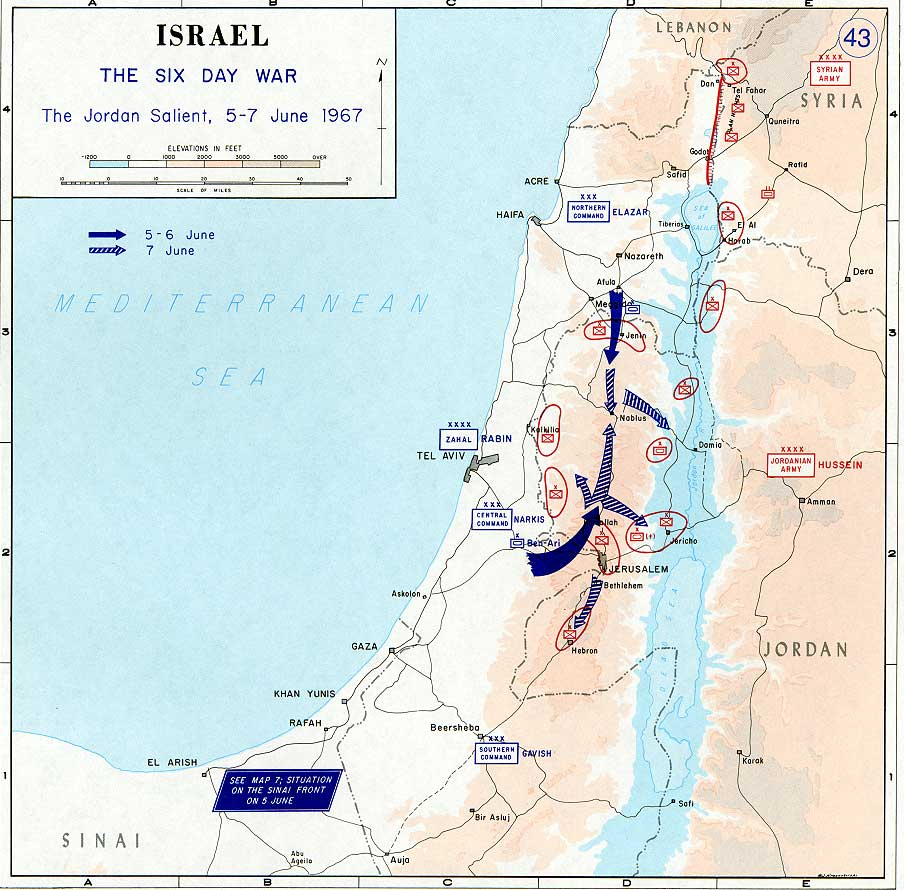
제3차 중동 전쟁 중 요르단에서의 돌출부.

1967년 6월 5일 제3차 중동 전쟁이 발발하였을 때, 이스라엘과 요르단 사이의 교전은 요르단계곡, 특히 예루살렘을 중심으로 전개되었다. 치열한 전투 끝에 6월 7일 예루살렘 전체를 이스라엘이 점령하였으며, 이스라엘군은 공병을 동원해 계곡에 있는 여러 다리를 폴파하였다.
요르단강 반대편으로의 보급이 어려워져, 전선이 급속히 붕괴하자, 요르단군은 강 반대편으로 철수하였으며, 이스라엘은 서안 지구를 특별한 저항 없이 점령하였다. 철수한 요르단군은 요르단강 동편에서 참호를 파고 방어 체제를 취했으며, 이스라엘이 위임통치령 영토 바깥까지 진격하지 않고자 하는 의사와, 미국의 외교적 압력과, 다른 전선의 증원 요청으로 인해, 요르단강을 사이에 두고 마주보는 상태에서 종전을 맞이했다.

### 1967년 팔레스타인인 탈출
제3차 중동 전쟁 기간 중, 요르단 시민권이 있던 팔레스타인인 대다수는 서안 지구에서 요르단으로 탈출했으며, 일부는 떠날 것을 강요받기도 했다. 아카바트 자베르(30,000)와 에인 아스술탄(20,000) 난민 수용소의 거주민들도 대피하였다. 알지프리크에서는 이스라엘군이 주택 800여 채를 불태우고 주민 6천 명 가량에게 떠나라고 명령했지만, 대다수는 이후 마을로 돌아왔다. 요르단계곡에서는 특히 인구 감소가 심하게 일어났다. 일부 추정치에 따르면, 요르단계곡에 있는 예리코의 인구는 1967년 5월 79,407명에서 9월 10,800명까지, 83% 가량 감소했으며, 이는 서안 지구 평균인 23%(850,343명에서 661,757명으로)에 비해 매우 크다.

### 요르단과 팔레스타인 해방기구 간의 충돌

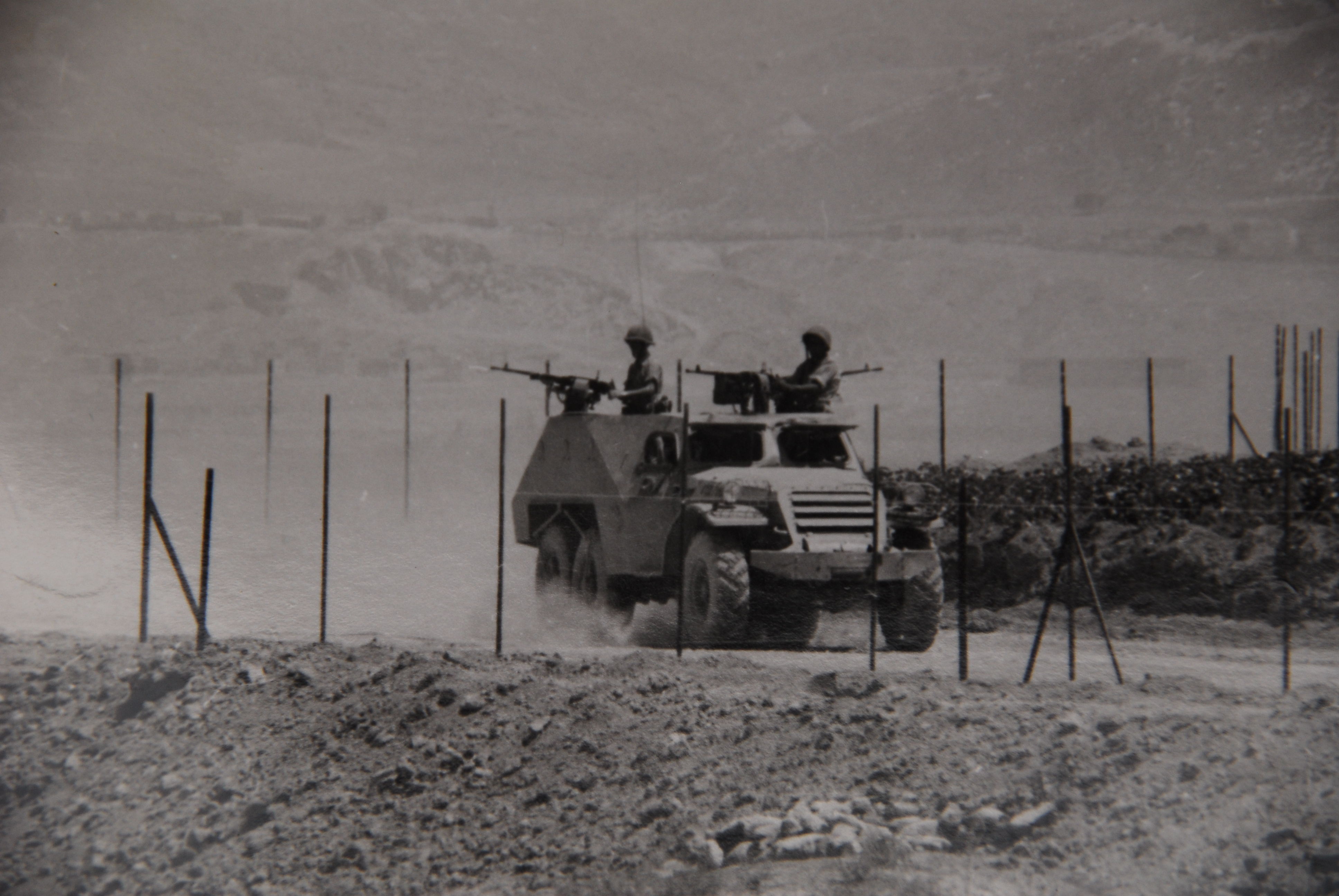
1968년 경 요르단계곡을 순찰하는 이스라엘 군용 차량.

요르단 내 전체 인구에 대한 팔레스타인인의 비율은 기존부터 높았으나, 1967년 탈출로 인해 더욱 증가하였다. 전쟁 후 팔레스타인 해방기구와 파타는 요르단계곡에 있는 카라메흐 마을을 중심지로 삼아, 요르단 영토에서 이스라엘을 향한 유격전을 전개하였으며, 이스라엘은 1968년 3월 카라메흐 전투를 통해 팔레스타인 해방기구 본부를 파괴한 후 철수하였다.
요르단 경찰은 요르단에 설치된 팔레스타인 난민 수용소에서 공권력을 상실하고 있었으며, 팔레스타인 해방기구 전투원은 공개적으로 무기를 휴대했으며, 검문소를 설치하였고, '세금'을 거두려고 시도하였다.
1968년 11월에는 후세인 1세와 팔레스타인 단체 간에 7점 합의를 체결하였으나, 준수되지 않았으며, 요르단 정규군과 팔레스타인 전투원 간의 갈등은 갈수록 증폭되었다. 1970년 2월 암만에서 전투가 발생해 약 300명이 사망하였으며, 같은 해 2월부터 7월까지 분쟁으로 인해 수천 명이 사망하였다. 9월에는 후세인 1세 암살 시도 사건과, 비행기 4편이 납치되어 요르단 사막 비행장에 착륙한 도슨스 비행장 납치 사건이 발생하자, 후세인 1세는 계엄을 선포하고, 군에 팔레스타인 무장 단체를 공격해 추방시킬 것을 명령하였다. 시리아는 팔레스타인 해방군을 통해 대규모 병력을 국경으로 파견하였으나, 요르단의 공습을 받고 후퇴하였다. 10개월 간 이어진 작전 끝에 후세인 1세는 요르단을 다시 장악하였으며, 야세르 아라파트 등 남은 무장 단체는 레바논 남부로 이동하였다.
요르단계곡에는 팔레스타인인 인구가 많았고, 팔레스타인 해방기구 시설도 다수 존재했기 때문에, 검은 9월로 인한 영향이 상대적으로 컸다. 한 조사에서는 요르단 측 요르단계곡의 인구 수가 63,000명에서 5,000명으로 줄어들었다고 보았다.

### 욤키푸르 전쟁
요르단은 친서방 계열로 분류되며, 3년 전 시리아에 의해 침공당했었으나, 1973년 요르단 정부는 전쟁 발발 후 다마스쿠스 수비에 가담하기 위해 기갑 사단을 파견했다. 이후 공개된 기밀 자료에 의하면, 이는 아랍 국가 내에서 후세인 1세의 입지를 보존하기 위한 형식적인 참여로, 이스라엘의 암묵적인 이해를 구했었다.
요르단계곡 등 이스라엘과 요르단 사이의 전선은 전쟁 기간 내내 특별한 일 없이 고요하게 유지되었지만, 이스라엘과 요르단 모두 수비대를 증원하였다.

### 이스라엘의 정착촌 설치

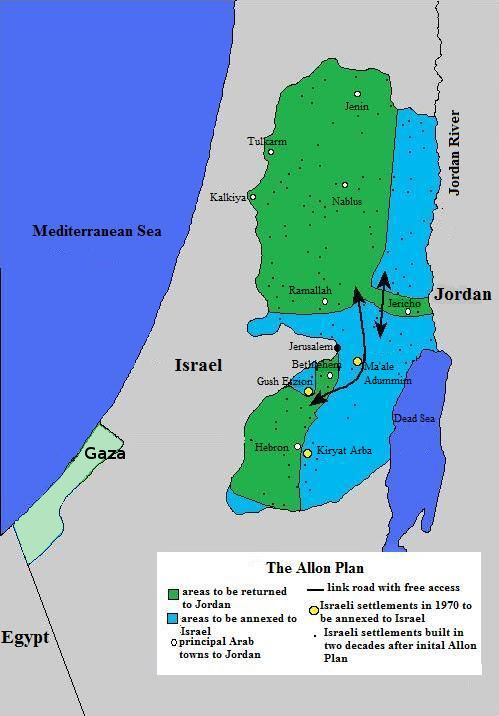
1968년의 알론 계획으로, 요르단계곡 주위를 이스라엘의 영역으로 표시하였다.

제3차 중동 전쟁 이후 이스라엘 정부 요인 다수는 요르단계곡 서부를 이스라엘과 요르단 사이의 국경으로 취급하며, 이스라엘군을 계속 배치하고, 1967년 알론 계획과 같이, 합병하려는 의사를 내보이기도 했다. 이스라엘의 요르단계곡 합병 시도는, 이스라엘 해안 평야의 면적이 좁고, 요르단계곡 자체에 의해 자연적인 방벽이 만들어지며, 아랍인 인구가 적어 이스라엘 인구 비율에 큰 영향을 미치지 않을 것이라는 인구학적 관점과 관련되어 있다.
이스라엘은 총 3단계에 걸쳐 서안 지구 내 요르단계곡에 정착촌을 건설하였다.
1. 1967 ~ 1970: 계곡을 따라가는 공도 제90호선을 따라 정착촌 5곳 건설.
2. 1971 ~ 1974: 도로 서부에 정착촌 6곳 건설.
3. 1975 ~ 1999: 정착촌 18곳 건설 및 기존 정착촌의 보강.

이스라엘은 동시에 요르단계곡 전체에서 활동하는 베두인 유목민들을 예리코 근처에서 영구적으로 정착시키기 위해 노력하고 있다.

### 오슬로 협정

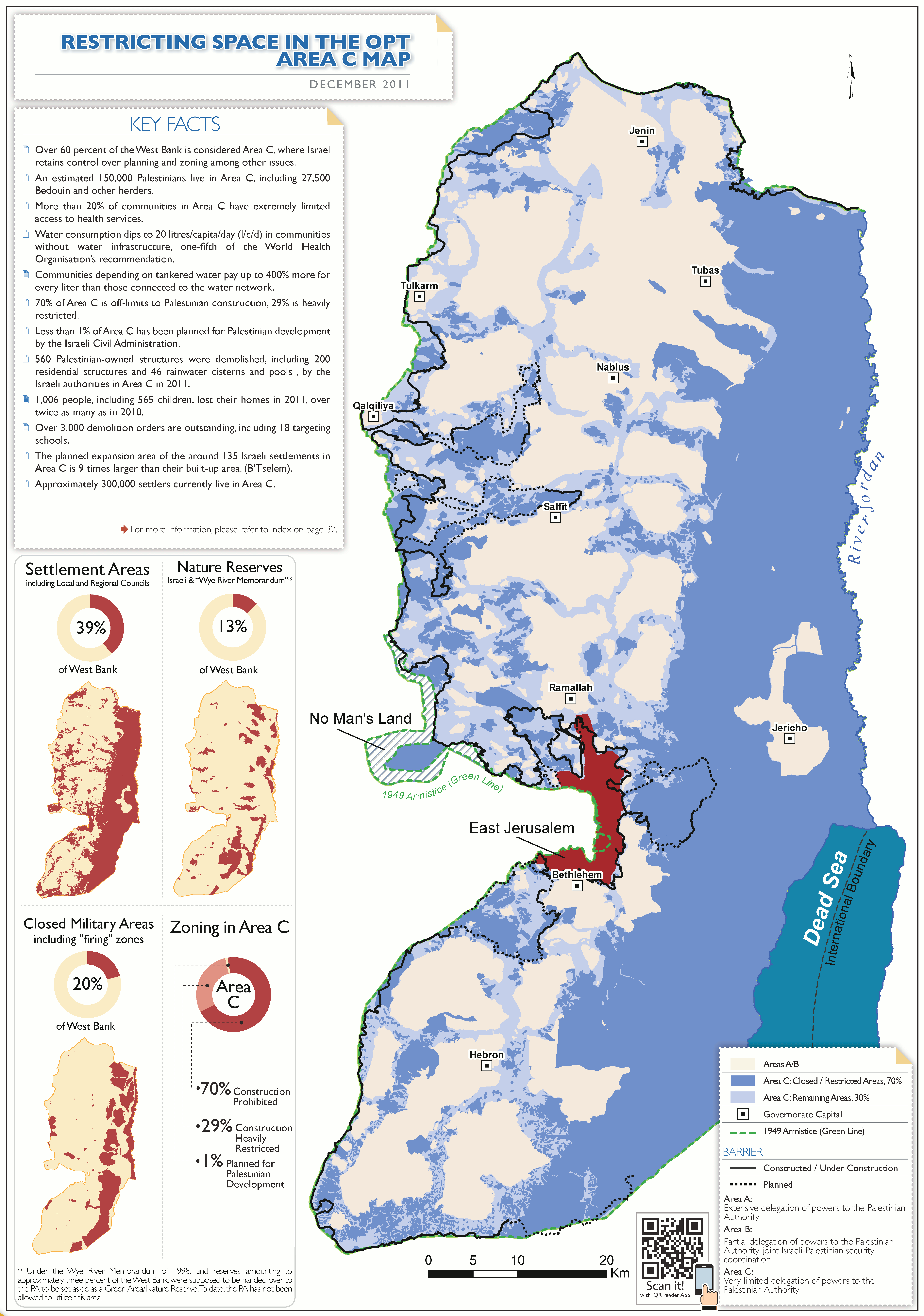
서안 지구를 나타낸 지도로, 구획 C는 파란색으로 나타나 있다. 요르단계곡 지역은 거의 전부 파란색으로 칠해져 있는 모습을 볼 수 있다.

1994년 맺어진 가자-예리코 합의에 따라, 가자 지구와, 예리코를 포함한 요르단계곡 남부의 행정권이 팔레스타인 자치 정부에게 이관되었다. 특히 예리코는, 서안 지구와 분리되어 있으며, 이스라엘 본토와의 거리가 멀어, 팔레스타인의 자치를 시작하기 적합한 장소로 채택되었다.
오슬로 협정 등 후속 합의에 따라 나머지 서안 지구 영토도 팔레스타인 자치 정부에 넘어갔으나, 이스라엘은 서안 지구 내 구획 C의 통제권은 넘기지 않았다.
1998년 예리코에 1억 5000만 달러를 투자해 카지노 호텔이 건설되었으나, 제2차 인티파다 발발 이후 폐업하였다.

### 1994년 평화 조약
1994년, 오슬로 협정의 연장선으로, 이스라엘과 요르단은 평화 조약을 체결하였다. 평화 조약에서는 기존의 휴전선을 기반으로, 강의 흐름 변화와 역사적 주장을 고려하여 영토를 일부 조정하였으며, 수자원 공동 사용을 약속하며 물 분쟁을 끝냈다.
평화 조약에서는 이스라엘과 요르단 사이 국경을 요르단강과 야르무크강의 중앙으로 정했는데, 조약 자체에서는 이 경계를 '요르단과 1967년 이스라엘 군정 지배 하에 놓인 영토 간의 행정 경계'로 부르고 있다.

### 1997년 평화의 섬 학살
나하라임 발전소가 있던 장소는 이후 평화의 섬으로 불렸으며, 요르단이 주권을 가졌지만 이스라엘 농부에게 땅을 임대해주는 형식을 취하고 있었다.
1997년 3월 13일, 요르단군 상등병 아흐메드 다카므세가 평화의 섬을 방문 중이던 여학생들을 공격해, 7명이 죽고, 6명이 다쳤다. 다카므세는 자신이 기도를 드리던 중 학생들이 휘파람을 불고 박수를 쳐 화가 났고 모욕받았다고 생각해 공격을 저질렀다고 말했다.
사건 며칠 후인 3월 16일, 요르단 군주 후세인 1세는 공격에 대해 개인적으로 사과하였으며, 직접 이스라엘로 가 살해된 7명의 유대교 장례식에 참석해 유가족에게 유감을 표했다. 후세인 1세의 유가족 방문은 이스라엘과 요르단 양 국에 실시간으로 중계되었으며, 방문 도중 후세인 1세는 이스라엘 총리 베냐민 네타냐후와 같이 희생자의 부모와 만나, 요르단 왕국을 대표해 사과하며, "우리 모두에게 유감인 범죄이다. 내 자식을 잃은 것 같이 느낀다."고 말했다.
요르단 의료진은 공격자를 반사회성 인격장애로 진단하였으며, 군사 재판에서는 징역 20년이 선고되었다. 다카므세는 자신의 행위에 대해 자부심을 드러냈으며, 요르단 정치인 일부는 다카므세를 '영웅'으로 칭하기도 하였다. 2013년 요르단 의회에서 다카므세의 가석방을 촉구하는 청원 운동이 일어나기도 했지만, 결국 20년을 전부 복역하고 2017년 3월 12일에 석방되었다.

### 200년대 제2차 인티파다
제2차 인티파다 기간 예리코 지역에서 일부 충돌이 있기는 했지만, 양 측 모두 요르단계곡을 중요하게 생각하지 않았다. 예리코에 있던 카지노는 인티파다 발발 직후 휴업하였으며, 이후 영업을 재개하지 않았다.
2005년 3월 14일, 레하밤 제비를 살해한 용의자들을 석방하겠다는 하마스의 발표 이후, 이스라엘은 살해자를 생포하기 위해 예리코에 있는 팔레스타인 감옥을 습격했다. 10시간 동안 재소자들은 물리적으로 저항했으나, 결국 항복하고 체포되었다. 팔레스타인 전역에서 폭동과 외국인 납치가 이어졌다. 보도에 따르면 지프 50대, 전차 3대, 무장 불도저가 예리코로 진입했으며, 상공에서는 헬리콥터 2대가 호위하고 있었다.

### 서안 측의 이후 양상

2019년 이스라엘 총리 베냐민 네타냐후가 제안한 요르단계곡 합병안.
합병을 주장한 요르단계곡 부분.
예리코를 포함한 나머지 서안 지구.

제2차 인티파다 이후 팔레스타인 정부는 행정권이 닿는 범위를 구획 C 등 사해 북부 요르단계곡으로 확장하려고 시도하였다. 팔레스타인은 요르단계곡을 포함해 서안 지구 전체가 팔레스타인에 속해야 한다고 보고 있다.
이스라엘의 지역제 및 건축 허가제 적용, 자연보전지역 지정, 예루살렘 동부와 요르단계곡과 헤브론언덕 남쪽에서의 사격장 설치 등은, 여러 인권 운동가와 단체에서 중요하게 다루는 문제로 자리잡았다. 특히, 이스라엘 인권 단체인 베첼렘은 이스라엘의 이러한 정책이 요르단계곡을 실질적으로 합병하려는 목적이 있다고 지적하였다. 이스라엘의 건축 허가를 받지 않는 베두인은 적십자, 유럽연합, 유엔 OCHA에게 건축 자재를 지원받기도 하였다. 이스라엘 정착민 일부는 유럽연합 대사가 전략적 요충지를 따라 베두인 주택 건설을 장려하며, '테러 국가를 설립'하려 한다고 주장하였다.
2019년 9월 10일, 이스라엘 총리 베냐민 네타냐후는 2019년 9월 이스라엘 총선 당시, "요르단계곡과 사해 북부에 이스라엘의 주권을 적용"하기 위해 정부가 요르단계곡을 합병해야 한다고 주장하였다.

## 이스라엘의 요르단계곡 지방 의회
이스라엘국 성립 이전 시온주의의 관점과, 이후 건설된 이스라엘 정착촌의 관점에서, '요르단계곡'은 갈릴래아호 남쪽부터 베트셰안까지의 계곡 초입부를 가리킨다.
1930년 말 요르단계곡에 있던 키부츠가 모여 구시 의회를 결성하였으며, 영국 위임통치령과의 접촉을 맡은 지방 자치 체제로서 기능했다. 1940년대에는 키부츠 간의 경제적, 문화적, 치안적 협력이 강화되었으며, 지역 학교도 설립되었다. 1949년에는 요르단계곡 지방 의회가 결성되어, 이스라엘 전반에서 지방 의회의 모델이 되었다. 요르단계곡 지방 의회는 에메크 하야르덴 지방 의회(히브리어: מועצה אזורית עמק הירדן)이라고 부르며, 여기서 에메크 하야르덴이 요르단계곡이라는 뜻이다. 비카트 하야르덴 지방 의회(히브리어: מועצה אזורית בקעת הירדן)는 1967년 이후 서안 지구 측 요르단계곡에 지어진 이스라엘 정착촌으로 구성되어 있으며, 사해 근처의 정착촌은 사해 문서를 따 메길로트 지역 의회(히브리어: מועצה אזורית מגילות→두루마리 지역 의회)라고 부른다.

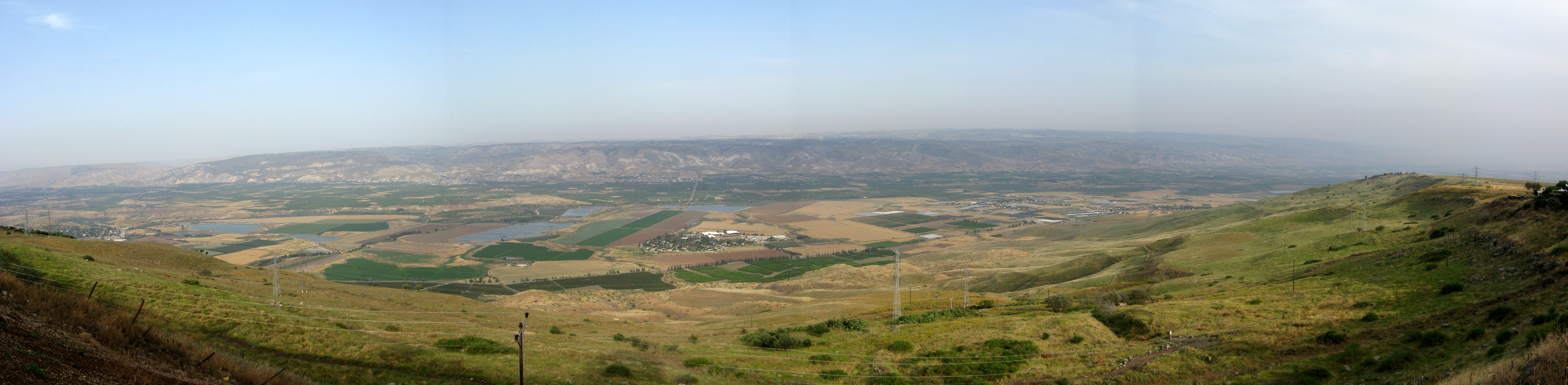
요르단 계곡의 파노라마 사진.

## 농업

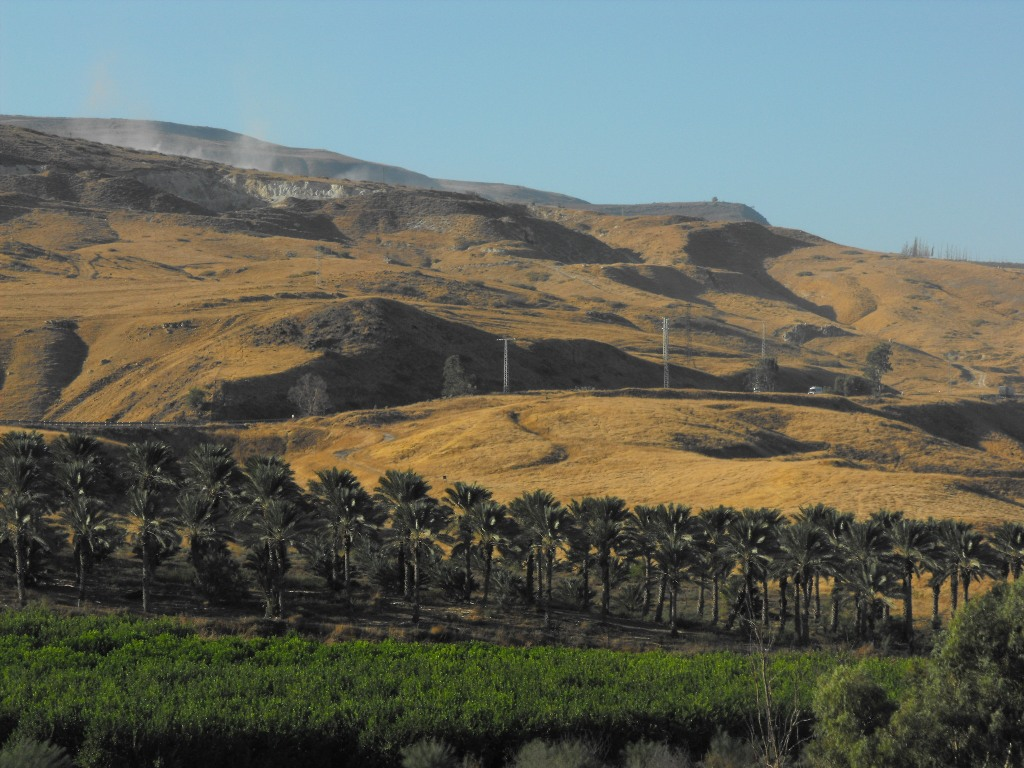
요르단계곡 게셔 키부츠에 있는 대추야자 나무.

요르단계곡은 주변 지역보다 평균 기온이 몇 도 가량 높으며, 토양이 비옥하고, 물 공급이 쉬우며, 연중 내내 농사에 적합한 기후가 유지되기 때문에, 약 1만 년 전부터 농업이 이루어졌으며, 기원전 3000년 경에는 요르단계곡의 농작물이 다른 지역으로 수출될 정도였다. 요르단계곡의 비옥한 토지는 구약성경부터 언급된다.
최신 농업 기술이 보급되며 요르단계곡의 농업 생산량은 급증하였다. 1950년대 요르단계곡의 요르단강 동안을 따라 흐르는 압둘라 왕 운하가 건설된 후, 농업용수가 닿는 면적이 더 늘어났으며, 온실의 도입 후에는 생산량이 전에 비해 약 7배 가량 늘어, 요르단이 연중 내내 농작물을 대량으로 수출할 수 있었다.
사미르 무아디는 이스라엘 민정청은 팔레스타인 농민들이 생산품을 이스라엘 내에서 판매할 수 있도록 품질을 보장해 주었으며, 최신 농업법에 대한 세미나를 열어 농민들에게 국제적 발명품을 소개해주고 있다고 적었다. 하지만 이런 내용과는 반대로, 기데온 레비는 이스라엘 정부가 '유물 보존'을 이유로, 팔레스타인인의 수도 및 전기 접근 차단, 올리브 나무 벌목, 태양광판, 도로, 수로 철거 등을 행하고 있다고 주장하였다.

## 종교적 관점

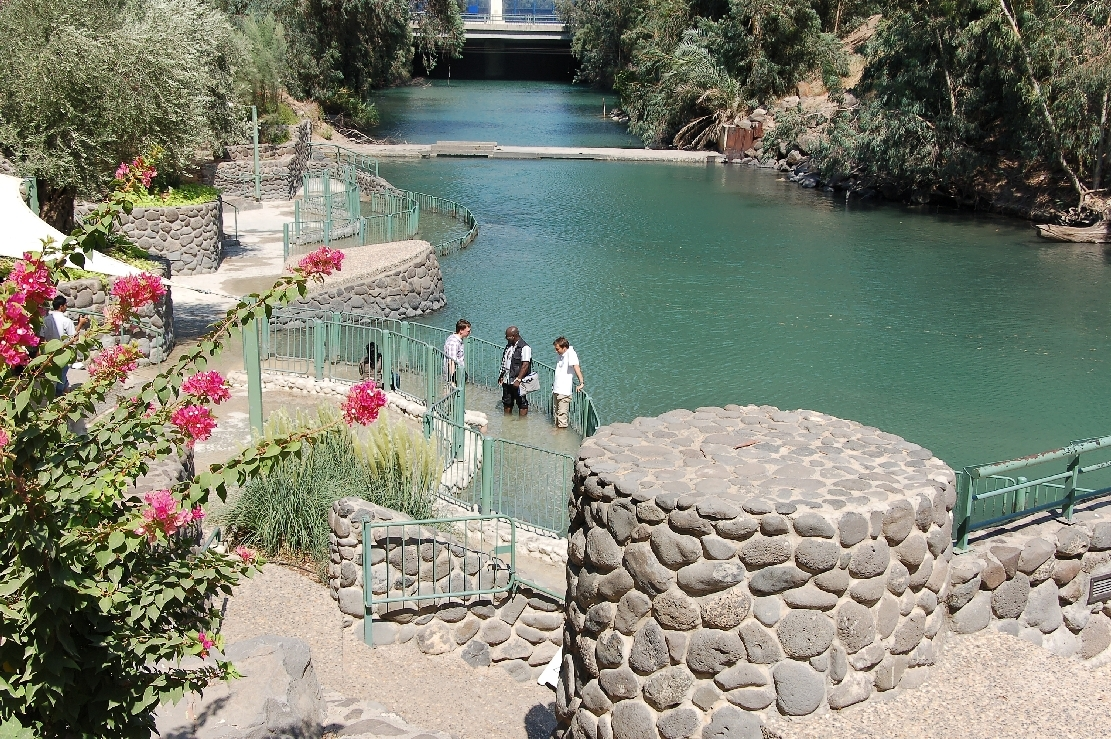
요르단강에 있는 야르데닛 세례지.

요르단계곡의 비옥한 땅은 구약성경에도 언급된다. 여호수아가 이끄는 이스라엘 민족이 법궤와 함께 길갈에서 요르단강을 건널 때 강이 마르는 기적이 나타나기도 했는데, 유대교에서는 이 날을 욤 하알리야(히브리어: יום העלייה)로 부르며 기린다.
기독교에서는 요르단강을 세례자 요한이 예수에게 세례를 베푼 곳으로써 신성시하기도 한다.

### 순례 및 관광
예수가 세례를 받은 곳으로 알려진 장소는 여러 시대에 걸쳐 많은 순례자가 거쳐 갔다. 현재 예수의 세례와 관련한 유적은 3곳이 있다.
요르단에 있는 알마그타스가 역사적으로 제일 오래되었으며, 고고학적으로 기독교 초기의 흔적이 발견되기도 하였다. 강 반대편 서안 지구에는 중세의 흔적이 남아 있는 카스르 알야후드 유적이 있다. 양 쪽 모두 1967년 제3차 중동 전쟁과 2000년대 제1차 및 제2차 인티파다로 인해 관광객이 접근할 수 없었지만, 알마그타스는 2000년, 카스르 알야후드는 2010년 다시 개방되었다. 1981년에는 더 북쪽 이스라엘 측에 야르데닛 지역이 새로 개방되었다.

## 같이 보기
- 길갈
- 예리코